# Fibbialla (Camaiore)
Fibbialla (storicamente Fibbialla de' Canonici) è una frazione di Camaiore in provincia di Lucca.

## Geografia fisica
Il borgo è situato a 272 metri sul livello del mare, dista circa 20 km dal capoluogo comunale e meno di 15 km da Lucca. La frazione è situata sulle colline ad est della vetta di Monte Ghilardona (450 m) e comprende anche le borgate di Corolla e Pretale.

## Storia
Il borgo ha origini romane ed è documentato per la prima volta nelle livellazioni del vescovo di Lucca dell'892, in cui si legge il toponimo Flabbianula (dal latino Flavianus, da intendersi come "terra di Flavio"). Nei primi del XII secolo entrò nella Jura dei Canonici di San Martino e fu fortificato dai Ronaldinghi con la costruzione del castello nel 1123. Dal 1270 fu giurisdizione della podesteria di Massarosa. Nel 1313 il castello di Fibbialla fu assediato e distrutto dalle truppe del pisano Uguccione della Faggiola. Ritornato nuovamente feudo dei Canonici di San Martino, rimase sotto la giurisdizione del Capitolo fino al 1799, in pieno periodo napoleonico, quando il generale francese Serrurier, alla fine della Repubblica di Lucca, abolì i diritti della Jura e Fibbialla divenne parte del Comune di Lucca. Con la nascita del Principato di Lucca e Piombino nei primi anni del XIX secolo, fu istituito in Versilia il Circondario del Littorale e Fibbialla fu unito al comune di Camaiore.

## Monumenti e luoghi d'interesse
- Chiesa di San Pietro, antico edificio citato per la prima volta in un documento del 1260, è stato poi ampliato e ristrutturato nella seconda metà del XIX secolo.
- Castello di Fibbialla, storica fortificazione scomparsa, è oggi riconoscibile nei resti della struttura a torre nota come "cisternaccio".
- Mulino di Pretale, vecchio mulino ottocentesco, posto nella vallata sotto il paese, oggi in stato di abbandono.